# Motorlet M-701
M-701 là loại động cơ máy bay tuốc bin phản lực do công ty Motorlet tại Tiệp Khắc thiết kế để trang bị trên các máy bay huấn luyện Aero L-29 của hầu hết các nước thuộc khối Warszawa. Đây là động cơ phản lực đầu tiên được phát triển tại Tiệp Khắc. Có khoảng 9020 động cơ đã được chế tạo.
M-701 đã được chứng minh là rất đáng tin cậy trong các vùng khí hậu khác nhau và chi phí bảo dưỡng thấp. Trong suốt lịch sử của ngành công nghiệp hàng không Tiệp Khắc, M-701 là động cơ thành công nhất.

## Phát triển
Việc ra đời của các máy bay phản lực vào đầu những năm 1950 dẫn tới yêu cầu về các loại máy bay huấn luyện cũng phải có động cơ phản lực. Vì thế Bộ Quốc phòng Tiệp Khắc đã đưa ra yêu cầu về một loại động cơ phản lực đáp ứng được các yêu cầu vào nửa cuối những năm 1950. Ban đầu nhà thiết kế dự tính động cơ sẽ chỉ có sáu giai đoạn tuy nhiên thiết kế đã được thay đổi một chút vào năm 1956 do một hội nghị của kỹ sư hàng không của Liên Xô khi đến thăm Tiệp Khắc đã nói rằng nên thêm giai đoạn nén ly tâm vì nó giúp động cơ ít bị ảnh hưởng bởi bụi đất và kinh nghiệm này có được do nhiều sân bay của Liên Xô khi đó là một bãi đất trống không có đường băng.
Năm 1956, sau khi tham khảo ý kiến những người đại diện của không quân Liên Xô về thiết kế máy bay huấn luyện thì máy bay C-29 (sau này được gọi là L-29) sẽ không những là máy bay huấn luyện mà nó còn có thể đáp xuống các bãi đất. Việc này yêu cầu một số thay đổi trong thiết kế nhưng không ảnh hưởng nhiều đến các yêu cầu của bộ quốc phòng và thiết kế mới đã được phê duyệt vào tháng 3 năm 1957. Một máy nén xuyên tâm được thêm vào để nó ít chịu ảnh hưởng bởi môi trường.
Nguyên mẫu đầu tiên được hoàn tất vào tháng 9 năm 1958 và được gắn vào máy bay ném bom Il-28 để bay thử nghiệm. Chiếc L-29 được gắn động cơ M-701 bay thử lần đầu vào tháng 7 năm 1960. Và bộ quốc phòng hoàn tất việc kiểm tra vào tháng 3 năm 1961 sau đó phê duyệt để trang bị cho các máy bay trong lực lượng không quân Tiệp Khắc. Các thử nghiệm chuyên sâu hơn được thực hiện tại Liên Xô. Động cơ đã giành được chiến thắng quan trọng một cuộc so sánh tại Liên Xô giữa các máy bay L-29, TS-11 và Yak-32 để được chế tạo hàng loạt và giúp L-29 trở thành máy bay huấn luyện tiêu chuẩn của khối Warszawa.